# Baabe
Das Ostseebad Baabe ist eine Gemeinde im Landkreis Vorpommern-Rügen auf der Insel Rügen in Mecklenburg-Vorpommern (Deutschland). Sie ist Sitz des Amtes Mönchgut-Granitz, dem weitere fünf Gemeinden angehören.

## Geografie und Verkehr

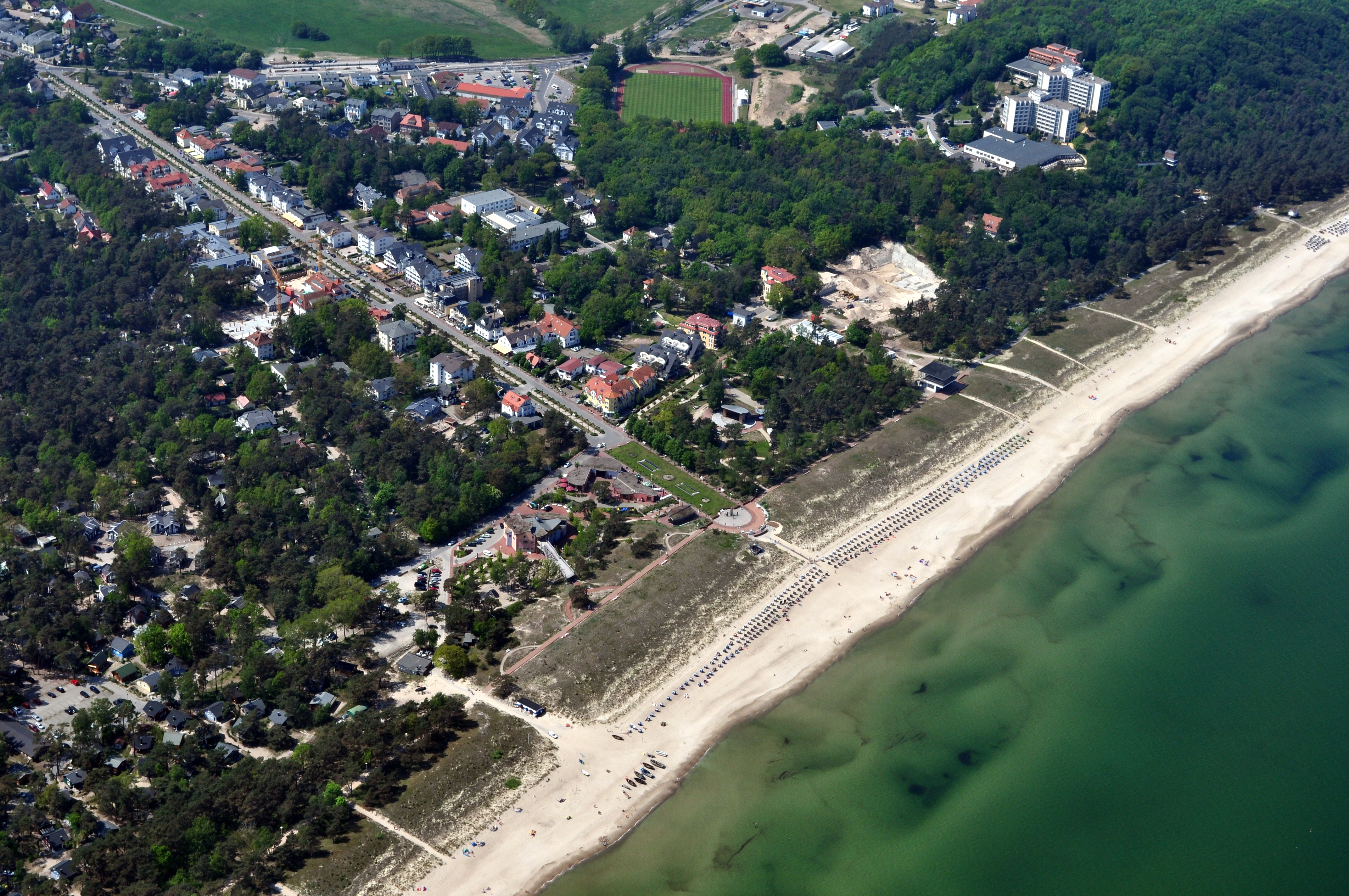
Baabe aus der Luft

Das Ostseebad Baabe, ein Kurort im Südosten der Ostsee-Insel Rügen, liegt zwischen den Ostseebädern Sellin und Göhren auf der Halbinsel Mönchgut. Der Ort liegt am Mönchgraben, jener historischen Grenze, die die Halbinsel Mönchgut vom Rest der Insel Rügen trennt, zwischen der Ostsee und der Baaber Beek (Verbindungsgraben zwischen Selliner See und Having) und den Wäldern der Baaber Heide. Durch Baabe führen die Bundesstraße 196 und die Schmalspurbahn Rasender Roland. Das Mönchgut-Tor überspannt die B 196 auf Höhe des Mönchgrabens.
Baabe und Sellin bilden für ihre Umgebung ein gemeinsames Grundzentrum.

## Geschichte

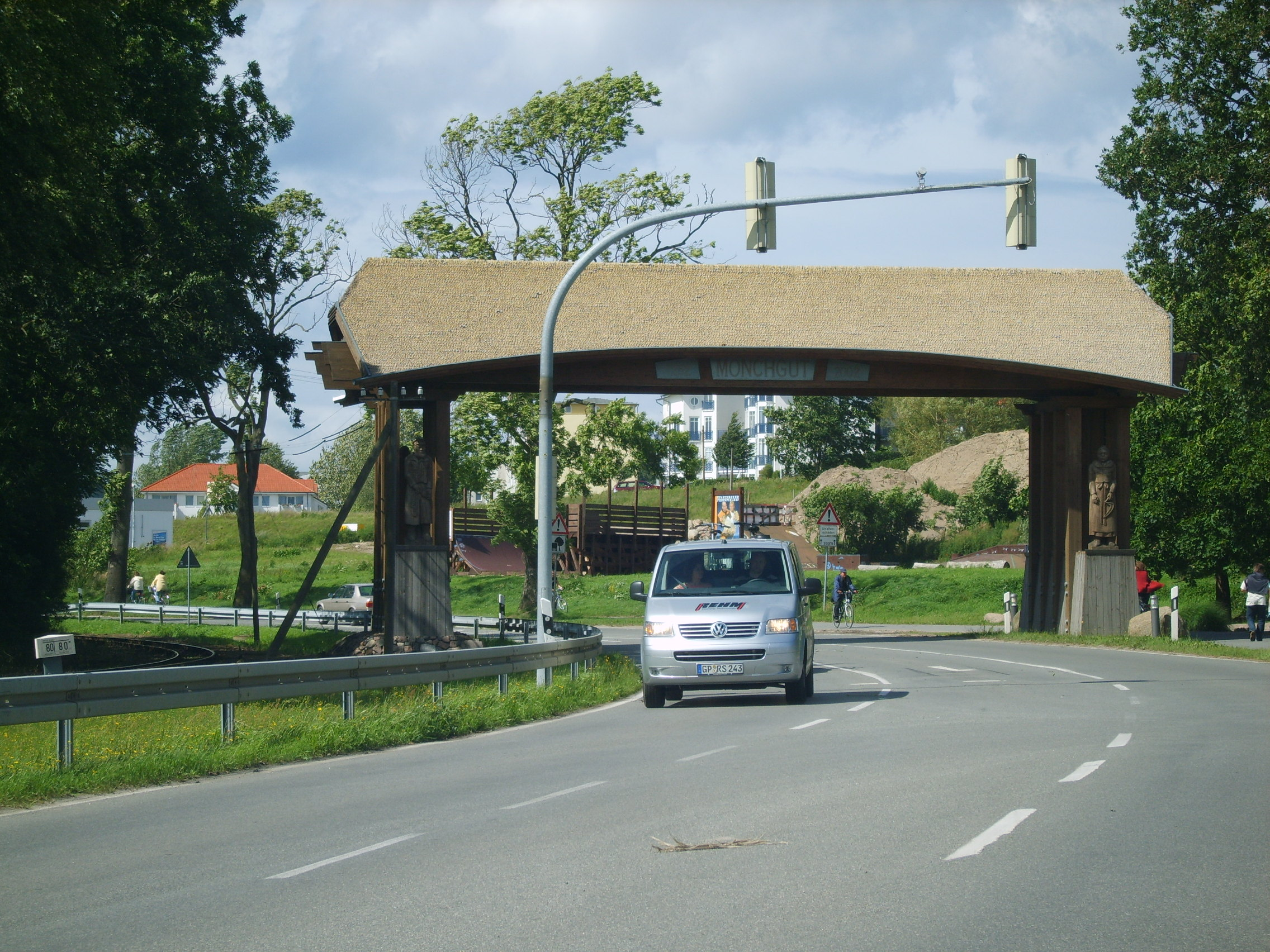
Tor zum Mönchgut, Baabe liegt am Mönchgraben

Der Küstensiedlungsplatz Baabe wurde im Zuge des Neubaus eines Schutzdeiches untersucht. 
1252 wurde der Ort erstmals urkundlich erwähnt. Von einer deutlich älteren Siedlungsgeschichte zeugt jedoch das zerstörte Großsteingrab Spukbusch westlich des Orts. Baabe befand sich, wie die gesamte Halbinsel Mönchgut, bis 1535 im Besitz des Zisterzienserklosters Eldena bei Greifswald. Noch bis in die Mitte des 19. Jahrhunderts bestand Baabe nur aus einem Bauernhof mit mehreren Büdner- und Häuslerstellen.
Der Ort war bis 1326 Teil des Fürstentums Rügen und danach des Herzogtums Pommern. Mit dem Westfälischen Frieden von 1648 wurde Rügen und somit auch das Gebiet von Baabe ein Teil von Schwedisch-Pommern. Der mittelalterliche Mönchgraben, eine Landwehr zwischen Baabe und Sellin, wurde nach dem Dreißigjährigen Krieg und in den nachfolgenden Kriegen des 17. und 18. Jahrhunderts von den Schweden in ihr Verteidigungssystem aufgenommen und durch separate Schanzen nördlich des Grabens verstärkt.
1815 kam Baabe als Teil von Neuvorpommern zur preußischen Provinz Pommern. Von 1818 bis 1952 gehörte Baabe zum Kreis/Landkreis Rügen.
Baabe beherbergt seit dem Ende des 19. Jahrhunderts Badegäste. 1895/96 entstand ein einfaches Bad mit Badesteg. Fischerei und Landwirtschaft waren aber lange noch der Haupterwerbszweig der Bevölkerung. 1913 wurde ein großes Herren-, Damen- und Familienbad errichtet. Von 1920 bis 1927 entstand die heute den Ort prägende Allee zum Ostseestrand. Gemeindevorsteher von 1919 bis 1926 war der Sozialdemokrat Albert Thormann. 1923 wurde eine kleine Seebrücke gebaut, die jedoch bald vom Seegang wieder zerstört wurde. In dieser Zeit hatte Baabe etwa 500 Einwohner. Jährlich besuchten 3000 bis 4000 Badegäste den Ort. Die Freiwillige Feuerwehr des Orts wurde 1925 gegründet. Im gleichen Jahr entstand das Gebäude der Gemeinde- und Kurverwaltung in der Strandstraße 2 sowie der Waldfriedhof. 1929/30 wurde die Dorfkirche Baabe gebaut.

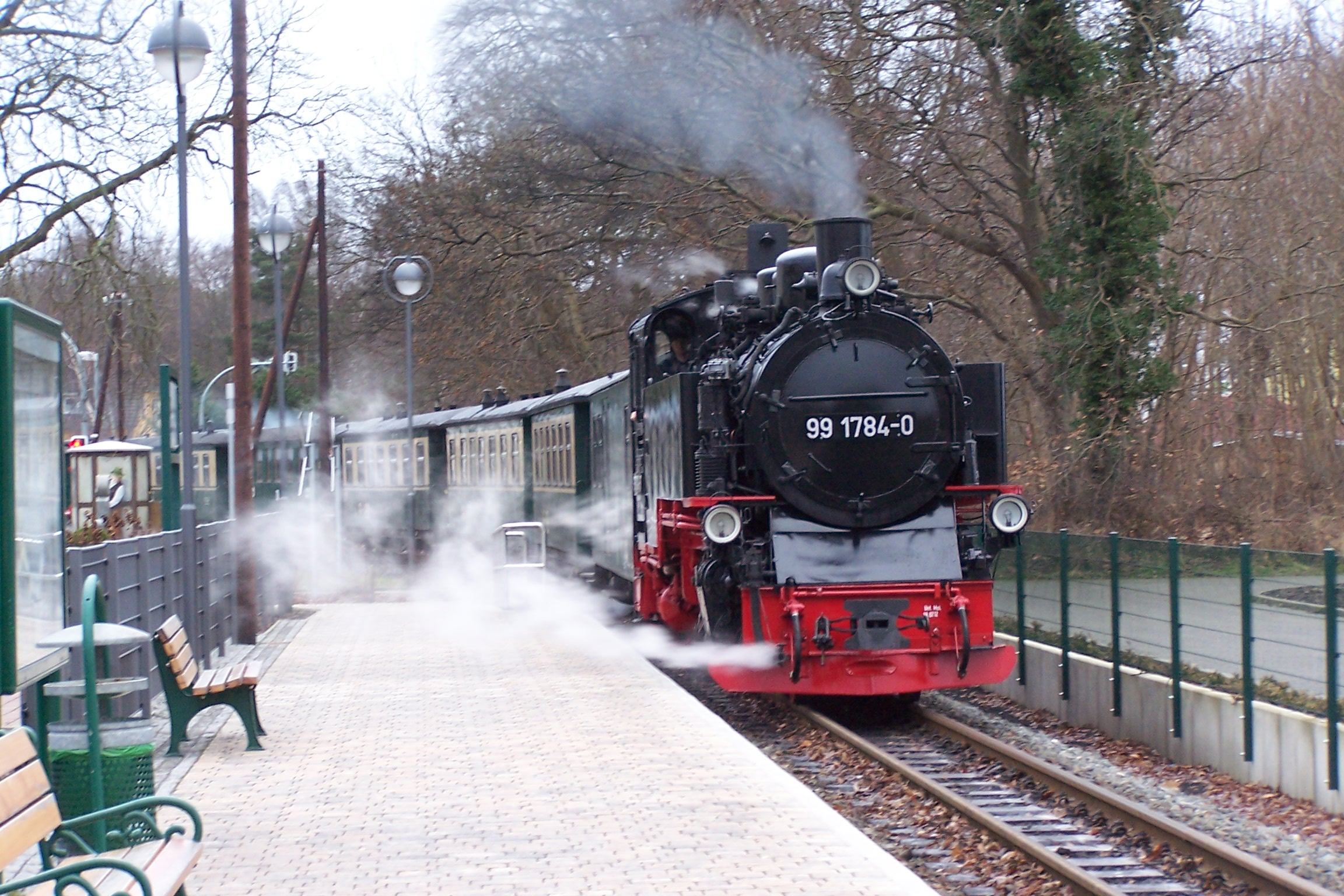
Rasender Roland bei der Einfahrt nach Baabe

Von 1932 bis 1934 wurde neben einer neuen Badeanstalt eine 200 m lange Seebrücke errichtet, die jedoch 1942 durch Eisgang zerstört und nicht wieder aufgebaut wurde. Ab 1941 war Baabe bis zum Ende des Zweiten Weltkriegs ein Ziel der Kinderlandverschickung.
1953 wurde von den staatlichen Organen auch in Baabe die „Aktion Rose“ durchgeführt. Diese zielte auf die Enteignung privater Hotel- und Pensionsbesitzer ab und veränderte für fast 40 Jahre die Eigentumsstruktur grundlegend.
1956 errichtete und belegte die Verwaltung der Leipziger Kinderheime ein Betriebs-Ferienlager für die Kinder ihrer Betriebsangehörigen.
Nach der politischen Wende von 1989 wurden das Ortserscheinungsbild und die Gebäudesubstanz vieler Häuser grundlegend verbessert.
Von 1952 bis 1955 war Baabe dem Kreis Putbus zugehörig. Die Gemeinde gehörte danach bis 1990 zum Kreis Rügen im Bezirk Rostock und wurde im selben Jahr Teil des Landkreises Rügen des Landes Mecklenburg-Vorpommern. 2008 wurde ein Gedenkstein für den ehemaligen, 1952 im Gefängnis in Bautzen umgekommenen, Gemeindevorsteher Albert Thormann enthüllt.

## Politik

### Gemeindevertretung und Bürgermeister
Die Gemeindevertretung besteht aus acht gewählten ehrenamtlichen Mitgliedern und dem getrennt gewählten Bürgermeister. Die Kommunalwahlen in Mecklenburg-Vorpommern 2024|Wahl zum Gemeinderat am 9. Juni 2024 führte zu folgendem Ergebnis (mit Vergleichszahlen der vorigen Wahl)::
| Partei / Liste                | Stimmenanteil | Sitze   | Ergebnis 2019    |
| CDU                           | 20,17 %       | 2       | 47,66 %, 4 Sitze |
| Bürgerbewegung Baabe (BBB)    | 32,55 %       | 2       | 32,61 %, 3 Sitze |
| Wählergemeinschaft Baabe (WB) | –             | –       | 15,59 %, 1 Sitze |
| Bürger für Baabe (BfB)        | 47,29 %       | 4       | –                |
| Wahlbeteiligung               | 67,75 %       | 67,75 % | 64,69 %          |

Bürgermeister der Gemeinde ist Hartwig Diwisch (Bürger für Baabe); er wurde 2019 mit 89,09 % der gültigen Stimmen gewählt. Bei der Wahl am 9. Juni 2024 wurde er mit 84,57 % der gültigen Stimmen im Amt bestätigt.

### Wappen
Das Wappen der Gemeinde wurde unter der Nr. 355 in der Wappenrolle des Landes Mecklenburg-Vorpommern registriert.
Blasonierung: In Blau auf einem in zwei Reihen von Rot und Silber geschachten Wellenschildfuß ein riemenloses silbernes Wikingerboot mit Segel.

## Sehenswürdigkeiten

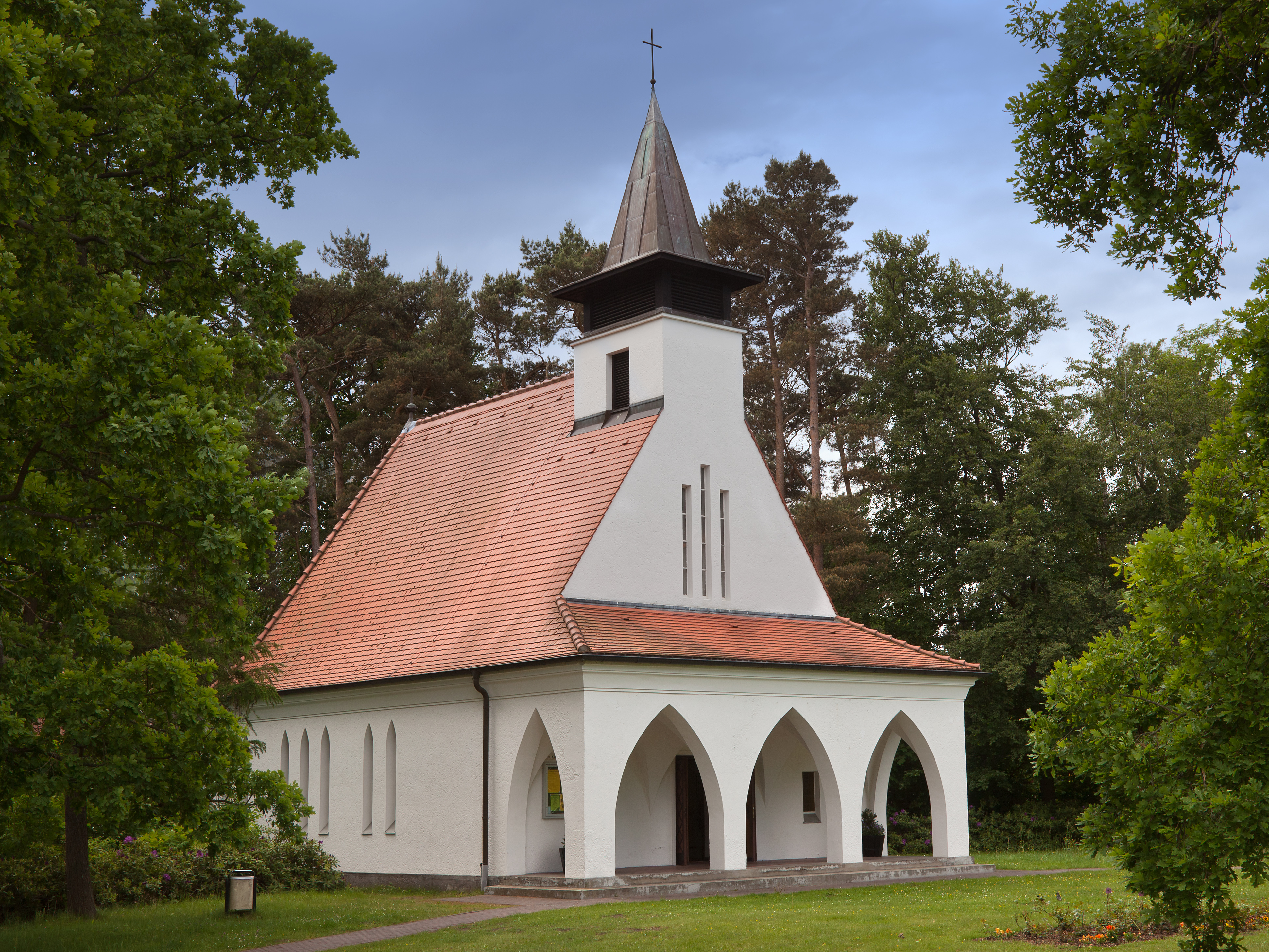
Dorfkirche von Baabe

→ Siehe auch Liste der Baudenkmale in Baabe
- Aussichtspunkt Baaber Bollwerk mit der Fähre Moritzdorf
- Reetgedeckte Häuser
- Mönchguter Küstenfischermuseum
- Dorfkirche Baabe von 1930
- Gaststätte Inselparadies, denkmalgeschützter Bau des Architekten Ulrich Müther an der Strandpromenade

Am nördlichen Ortsausgang verläuft der Mönchgraben, der Rest einer mittelalterlichen Landwehr. Der sagenumwobene Ritterstein liegt am östlichen Ufer des Selliner Sees.
- Brautsteg 7 erinnert an den Aufenthalt von Friedrich Wolf in Baabe

Hier in Baabe stellte Friedrich Wolf sein Werk Menetekel fertig.

## Persönlichkeiten
- Ludwig Tessnow (1872–1939), 1901 wurde der in Baabe wohnende Serienmörder verhaftet.
- Albert Thormann (1878–1952), Kommunalpolitiker, von 1919 bis 1926 Gemeindevorsteher und Kurdirektor.
- Horst Bickel (1918–2000), der Kinderarzt und Wissenschaftler verstarb in Baabe.